# Guarujá
Guarujá är en stad och kommun i Brasilien och ligger vid atlantkusten i delstaten São Paulo. Staden ingår i Santos storstadsområde och hade år 2014 cirka 310 000 invånare. Guarujá fick sina nuvarande kommunrättigheter 1934.

## Administrativ indelning
Kommunen var år 2010 indelad i två distrikt: 
- Guarujá
- Vicente de Carvalho